# Västra Kungsgatubron

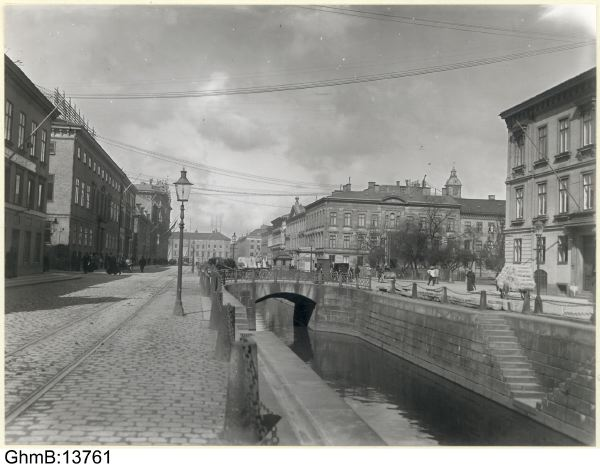
Västra Hamngatan mot norr från korsningen Vallgatan. Bron är Västra Kungsgatubron.

Västra Kungsgatubron var en bro över Västra Hamnkanalen i linje med Kungsgatan i Göteborg. Den knöt samman den västra delen av Västra Hamngatan med den östra, fick sitt namn 1883 och raserades i samband med att kanalen fylldes igen år 1905.